# 未来予測反省会
『未来予測反省会』（みらいよそくはんせいかい）はNHK総合テレビジョン・NHK BSで不定期に放送されている特別番組。

## 概要
かつて昭和時代の子ども向け漫画雑誌での予想図や、学者たちの研究による「家庭の料理はロボットが自動で行ってくれる」「車はチューブの中を走る」といった「未来はこうなる」といった予測だが、21世紀となった現在でも実現されていないものは多々ある。
そこで過去に行った未来予測が外れた研究者たちによる「反省会」という形で「何故予測が外れたのか」「予測にあたりどこに問題点があったのか」などを現在の研究者と共に考察していく。

## 放送回
- 第1回 2024年3月28日 23時15分 - 23時45分（総合）
テーマ「石油は30年でなくなる!?」
- 第2回 2024年8月14日 20時15分 - 20時45分（総合）
テーマ「空飛ぶクルマで自由に移動できる」
- 第3回 2025年3月18日 22時50分 - 23時17分（BS）2025年5月5日 21時30分 - 22時（総合）
テーマ「風呂はロボットが掃除してくれる」
- 第4回 2025年3月18日 23時17分 - 23時44分（BS）2025年6月5日 20時15分 - 20時45分（総合）
テーマ「家庭料理はなんでも自動調理機が作ってくれる」
  - アイザック・アシモフ（未来予測当事者）
    - 1964年にニューヨーク・タイムズ紙上で50年後の2014年には料理が自動で作られるキッチンユニットができるだろうと予測
    - 外食・中食や冷凍食品等が普及したことで家庭外での料理の自動化が進み、家庭内での自動化から逸れてしまった

  - 山下満智子
  - 米田肇
  - 石黒浩

## 出演者
MC（司会）
- 影山優佳

パネラー
- 長谷川忍（シソンヌ）

反省人の声
- 立川志の春 - CGで容姿を再現した反省人（未来予測を行った研究者）の声を担当

ナレーション
- 小坂由里子